# LS 7, BlKB 9
Die Lokomotiven LS 7 und BlKB 9 waren Tenderlokomotiven der Achsfolge C, die von Borsig für die Kleinbahn Lüneburg–Soltau mit der Nummer LS 7 und die Bleckeder Kleinbahn mit der Nummer BlKB 9 gebaut wurden. Beide Lokomotiven wurden nach dem Zweiten Weltkrieg von der Osthannoverschen Eisenbahnen (OHE) übernommen und beendeten dort in den 1960er Jahren ihren Einsatz.

## Geschichte und Einsatz

### Kleinbahn Lüneburg–Soltau
Die Lokomotive wurde 1919 bei Borsig bestellt und 1920 mit der Fabriknummer 10852 an die Kleinbahn ausgeliefert. Bei ihrer Auslieferung betrug der Preis für die Lokomotive 354.300 Reichsmark. Sie erhielt die Betriebsnummer LS 7. Möglicherweise wollte die Kleinbahn eine größere Lokomotive haben und versuchte, die neu ausgelieferte Lokomotive gegen eine 1’D1’-Lok einzutauschen, was aber fehlschlug. Ein Angebot über einem Tausch der Lokomotive gegen eine der Kleinbahn Höchst–Königstein oder der Halberstadt-Blankenburger Eisenbahn wurde ausgeschlagen.

### Kleinbahn Winsen-Evendorf-Hützel
1938 wurde die Lok an die Kleinbahn Winsen–Evendorf–Hützel verkauft und dort als WEH 2II bezeichnet.

### Bleckeder Kleinbahn
Ebenso im Jahr 1920 erhielt die Bleckeder Kleinbahn einen fabrikneuen baugleichen C-Kuppler mit der Fabriknummer 10816. Die Lokomotive wurde als BlKB 9 bezeichnet.

### Osthannoversche Eisenbahn
Nach dem Zweiten Weltkrieg wurden beide Lokomotiven von den OHE übernommen. Die Lokomotive der Kleinbahn Lüneburg–Soltau erhielt die OHE-Nummer 89 155, die Lokomotive der Bleckeder Kleinbahn die Nummer 89 147. Diese Maschine schied 1960 aus dem Dienst aus.
Die 89 155 fuhr bis 1963 und wurde an eine Zuckerfabrik in Oestrum verkauft, wo sich ihre Spur verliert.

## Technische Merkmale
Die Lokomotiven besaßen einen genieteten Blechrahmen und seitliche Wasserkästen. Die Radsätze waren fest im Rahmen gelagert und wurden mit Blattfedern unterhalb der Achslager abgefedert.
Der Kessel war eine Nietkonstruktion. Der Langkessel bestand aus zwei Schüssen. Auf dem ersten Schuss saß der Dampfdom mit dem Ventilregler, auf dem zweiten der Sandkasten.
Die Lokomotiven besaßen ein Zweizylinder-Nassdampf-Triebwerk mit außenliegenden, waagerecht angeordneten Zylindern, Heusinger-Steuerung und Kolbenschiebern. Der Kreuzkopf wurde einschienig auf der Gleitbahn geführt, es wurde der zweite Kuppelradsatz angetrieben. Alle Stangenlager waren durch Stellkeile nachstellbar. Auf jedem Zylinder waren selbsttätig wirkende Druckausgleicher vorhanden.
Sie waren mit einer indirekten Bremse von Knorr und einer Wurfhebelbremse ausgestattet. Die dafür benötigte Druckluft wurde von einem zweistufen Luftpresser erzeugt, der rechts neben der Rauchkammer saß. Gebremst wurde der zweite sowie der dritte Radsatz einseitig von vorn.
Durch den handbetätigten Sandstreuer wurde der Treibradsatz von vorn und hinten gesandet. Alle dampfführenden Teile wurden durch eine Ölpumpe von Bosch geschmiert. Als Signaleinrichtung besaßen die Loks ein Dampfläutewerk Bauart Latowski vor dem Schornstein sowie eine auf dem Führerhaus montierte Dampfpfeife. Als Beleuchtung war eine Petroleumbeleuchtung vorhanden, bei den OHE wurde diese durch eine elektrische Beleuchtung ersetzt. Der Turbogenerator saß an der Rauchkammer links neben dem Schornstein.